# Lista kreskówek z Goofym
Poniżej znajduje się lista kreskówek z Goofym. Zawiera tytuły ułożone w chronologicznej kolejności.

## Kreskówki ze złotej ery (1932–1965)
Uwaga: W przypadku wykonania więcej niż jednej wersji dubbingowanej na język polski, nowszy tytuł podany jest po ukośniku. W przypadku braku polskiego dubbingu i/lub jeżeli użytkownicy serwisu filmweb.pl utworzyli nieoficjalny polski tytuł, jest on pozostawiany jako pierwszy.
Rok 1932:
- Rewia Myszki Miki/Rewia Mikiego (ang. Mickey’s Revue)
- Komiczne przyjęcie (ang. The Whoopee Party)
- Miki piłkarzem (ang. Touchdown Mickey)
- W Klondike/Klondike Kid (ang. The Klondike Kid)

Rok 1933:
- Melodramat Myszki Miki (ang. Mickey’s Mellerdrammer)
- Stare dobre czasy (ang. Ye Olden Days)

Rok 1934:
- Benefis dla sierot/Na rzecz sierot (ang. Orphan’s Benefit)

Rok 1935:
- Koncert orkiestry dętej/Koncert (ang. The Band Concert)
- Stacja obsługi samochodów Myszki Miki/Warsztat samochodowy Mikiego (ang. Mickey’s Service Station)
- Straż pożarna Mikiego (ang. Mickey’s Fire Brigade)
- Na ślizgawce/Na lodzie (ang. On Ice)

Rok 1936:
- Miki i jego drużyna polo (ang. Mickey’s Polo Team)
- Miki wystawia operę (ang. Mickey’s Grand Opera)
- Dzień przeprowadzki/Wyprowadzka (ang. Moving Day)
- Żółw Toby na ringu/Powrót Żółwia Toby’ego (ang. Toby Tortoise Returns) – jedyny gościnny występ Goofy’ego w serii Silly Symphonies.

Rok 1937:
- Miki magikiem/Magik (ang. Magician Mickey)
- Łowcy łosi (ang. Moose Hunters)
- Koncert amatorów (ang. Mickey’s Amateurs)
- Wakacje na Hawajach/Hawajskie wakacje (ang. Hawaiian Holiday)
- Konserwatorzy zegara/Czyściciele zegarów (ang. Clock Cleaners)
- Przestraszone duchy (ang. Lonesome Ghosts)

Rok 1938:
- Budowanie łodzi/Stoczniowcy (ang. Boat Builders)
- W przyczepie Mikiego (ang. Mickey’s Trailer)
- Wielorybnicy (ang. The Whalers)
- Traperzy z północy (ang. Polar Trappers)
- Polowanie na lisa/Pogoń za lisem (ang. The Fox Hunt)

Rok 1939:
- Goofy i Wilbur (Goofy and Wilbur)

Rok 1940:
- Akcja ratunkowa (ang. Tugboat Mickey)
- Szybowiec Goofy’ego (Goofy’s Glider)
- Plakaciarze/Niebezpieczne zajęcie (Billposters)

Rok 1941:
- Pogromca kufra/Pogromca bagażu (Baggage Buster)
- Sztuka jazdy na nartach (The Art of Skiing)
- Sztuka samoobrony (The Art of Self Defense)
- Jak jeździć konno (How to Ride a Horse)
- Piękne czasy pradziadków (ang. The Nifty Nineties) (gościnnie)
- Benefis dla sierot/Na rzecz sierot (ang. Orphan’s Benefit) – nowa wersja

Rok 1942:
- Miki obchodzi urodziny (ang. Mickey’s Birthday Party)
- Godzina symfonii (ang. Symphony Hour)
- Jak grać w baseball (How to Play Baseball)
- Mistrz olimpijski (The Olympic Champ)
- Nauka pływania/Jak pływać (How to Swim)
- Jak łowić ryby (How to Fish)

Rok 1943:
- Gaucho Goofy/Gaucho (El Gaucho Goofy) – fragment z filmu Saludos Amigos
- Zwycięskie wehikuły (Victory Vehicles)

Rok 1944:
- How to Be a Sailor
- Jak grać w golfa (How to Play Golf)
- Jak grać w futbol amerykański (How to Play Football)

Rok 1945:
- Nici z żeglowania/Na wodzie (ang. No Sail)
- Nie drażnić tygrysa (Tiger Trouble)
- Dziennik z Afryki (African Diary)
- Albo do Kalifornii, albo donikąd/Kalifornia albo nic (Californy’er Bust)
- Zabójczy hokej/Mistrzowie hokeja (Hockey Homicide)

Rok 1946:
- Dzień dla rycerza (A Knight for a Day)
- Podwójne kozłowanie (Double Dribble)
- Kaczor Frank szuka cyrkowców (ang. Frank Duck Brings ’em Alive)

Rok 1947:
- Morderczy upał (ang. Crazy with the Heat)
- Nieudane polowanie/Nieprzepisowe polowanie/Polowanie na kaczki (Foul Hunting)

Rok 1948:
- Bomba w górę (They’re Off)
- Wielkie mycie/Wielki prysznic (The Big Wash)

Rok 1949:
- Rakieta tenisowa (Tennis Racquet)
- Trening Goofy’ego/Gimnastyka Goofy’ego (Goofy Gymnastics)

Rok 1950:
- Szaleństwo motoryzacji (Motor Mania)
- Tak trzymaj (Hold That Pose)
- Szalejąc za Daisy (Crazy Over Daisy) (gościnnie)

Rok 1951:
- Lew i hamak/Lew Goofisko, czyli spór o hamak/Nieproszony gość (Lion Down)
- Własnoręcznie zbudowany dom/Zrób to sam (Home Made Home)
- Wojna z wirusem (Cold War)
- Od jutra dieta (Tomorrow We Diet!)
- Jak szybko zbić forsę/Jak się szybko wzbogacić (Get Rich Quick)
- Ojcowie to też ludzie/Ojciec też człowiek (Fathers Are People)
- Rzuć palenie/Zakaz palenia (No Smoking)

Rok 1952:
- Lew tatusia/Puma mojego ojca (Father’s Lion)
- Witaj, Aloha (Hello, Aloha)
- Najlepszy przyjaciel człowieka (Man’s Best Friend)
- Szeryf Goofy/Dwurewolwerowy Goofy (Two Gun Goofy)
- Nauczyciele to też ludzie/Nauczyciel też człowiek (Teachers Are People)
- Wymarzony urlop/Zasłużony urlop (Two Weeks Vacation)
- Jak zostać detektywem/Jak być detektywem (How to Be a Detective)
- Choinka psa Pluto (ang. Pluto’s Christmas Tree) (gościnnie)

Rok 1953:
- Wolny dzień taty (Father’s Day Off)
- Weź byka za rogi (For Whom the Bulls Toil)
- Weekend taty (Father’s Week-End)
- Jak tańczyć (How to Dance)
- Jak spać (How to Sleep)

Rok 1961:
- Zapaleni wodniacy/Aquamaniacy/Wodomaniacy (Aquamania)

Rok 1965:
- Autostradofobia (Freewayphobia)
- Goofy’s Freeway Troubles – ostatnia kreskówka z Goofym ze złotej ery

Rok 1983:
- Opowieść wigilijna Myszki Miki (ang. Mickey’s Christmas Carol)

Rok 1987:
- Piłka nożna (ang. Sport Goofy in Soccermania)

Rok 1990:
- Książę i żebrak (ang. The Prince and the Pauper)

Rok 2007:
- Jak podłączyć kino domowe (How to Hook Up Your Home Theater) – najnowsza kreskówka z Goofym

Rok 2011:
- Checkin’ In With Goofy – kreskówka dostępna tylko i wyłącznie w Internecie, czyli webtoon reklamowy.

## Filmy
- Saludos Amigos (1942)
- Fun and Fancy Free (1947)
- Kto wrobił królika Rogera? (ang. Who framed Roger Rabbit?, 1988) (gościnnie)
- Goofy na wakacjach (ang. A Goofy Movie, 1995)
- Mickey: Bajkowe święta (ang. Mickey’s Once Upon a Christmas, 1999)
- Goofy w college’u (ang. An Extremely Goofy Movie, 2000)
- Magiczna gwiazdka Mikiego: Zasypani w Café Myszka (ang. Mickey’s Magical Christmas: Snowed in at the House of Mouse, 2001)
- Mickey’s House of Villains (2002)
- Mickey, Donald, Goofy: Trzej muszkieterowie (ang. Mickey, Donald & Goofy: The Three Musketeers, 2004)
- Mickey: Bardziej bajkowe święta (ang. Mickey’s Twice Upon a Christmas, 2004)
- Ratując pana Banksa (ang. Saving Mr. Banks, 2013)

## Seriale animowane
- Klasyka Disneya
- Klub Myszki Miki
- Myszka Miki i Kaczor Donald zapraszają na film (1981-1988)
- Przygody Myszki Miki i Kaczora Donalda (1982-1993)
- Miki i Donald przedstawiają Goofy’ego sportowca (1983–1987)
- Kaczor Donald przedstawia (1983−1988)
- Goofy i inni (1992–1993)
- Szmergiel (serial animowany) (1993–1995) (gościnnie)
- Myszka Miki i przyjaciele (1994–1995)
- Produkcje Myszki Miki (1999–2001)
- Café Myszka (2001–2004)
- Klub przyjaciół Myszki Miki (2006-obecnie)
- Teraz Miki (2009-obecnie)
- Butik Minnie (2011–2013)
- Myszka Miki (serial animowany) (2013)